# Sophie van der Stap

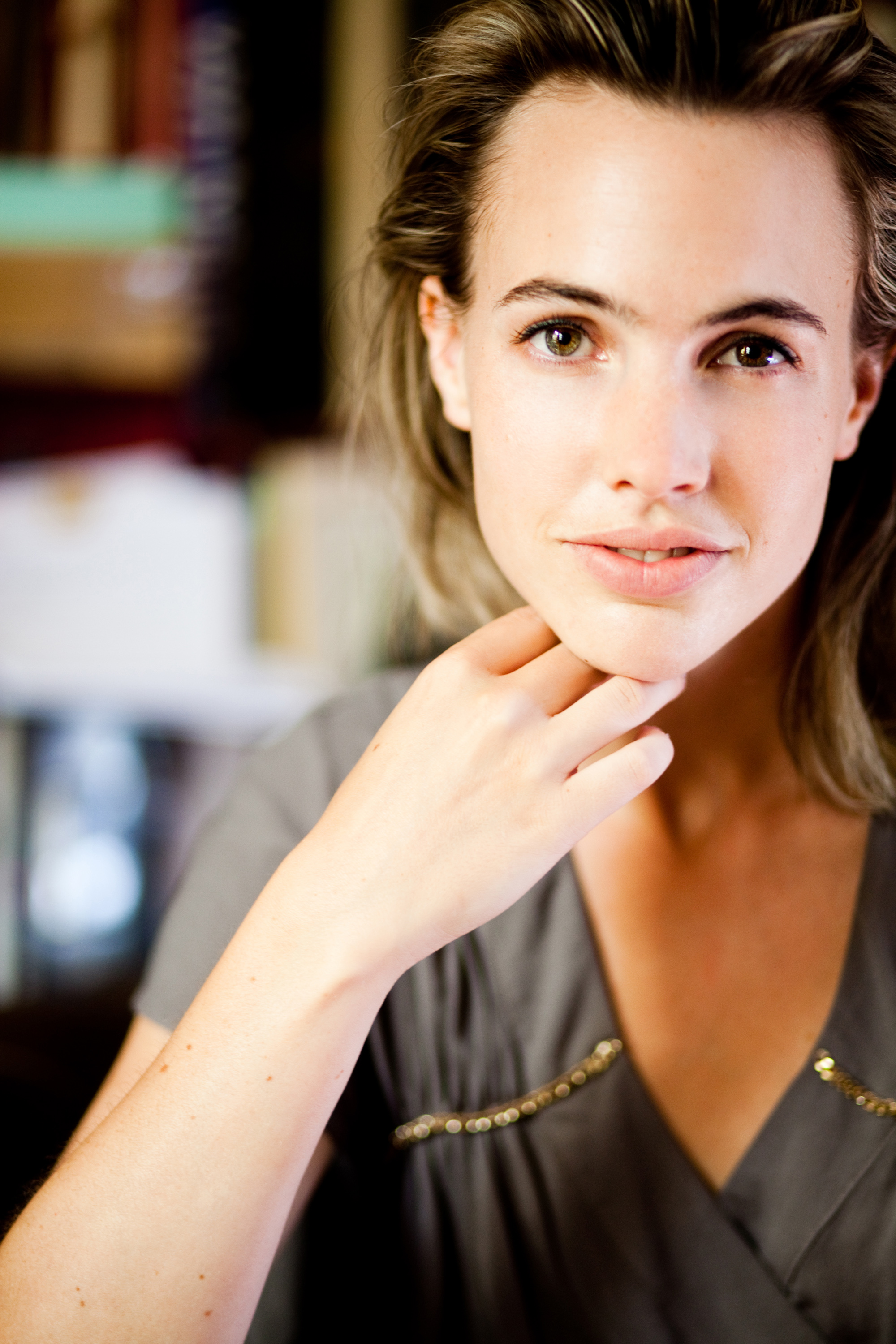
Sophie van der Stap (2010)

Sophie van der Stap (* 11. Juni 1983 in Amsterdam) ist eine niederländische Journalistin und Buchautorin.

## Werdegang
Nach dem Abitur im Barlaeus Gymnasium studierte Van der Stap Politikwissenschaft in Amsterdam. Im Frühjahr 2005 wurde bei ihr ein Rhabdomyosarkom diagnostiziert, das sich an einem Lungenflügel festgesetzt hatte. Von ihrer Krebserkrankung konnte sie mit mehreren Chemotherapien wieder genesen.
Die Erfahrungen im Kampf gegen die Krankheit verarbeitete sie in einem Buch, das 2006 unter dem Titel Meisje met negen pruiken („Das Mädchen mit den neun Perücken“) in den Niederlanden erschien und dort zum Bestseller avancierte. 2008 erschien das Buch auch in deutscher Sprache. Parallel dazu produzierte das ZDF die Reportage Das Mädchen mit den neun Perücken – Wie Sophie den Krebs überwindet, die im April 2008 im Rahmen der Reihe 37° ausgestrahlt wurde.
Mittlerweile ist Van der Stap nach Paris gezogen und arbeitet dort an einem neuen Roman, nachdem sie in Amsterdam gewohnt und dort neben dem Studium für die Magazine „Cosmopolitan“ und „NL20“ gearbeitet hat.
Am 28. März 2013 lief der Film Heute bin ich blond, der auf ihrem Buch beruht, mit Lisa Tomaschewsky in der Hauptrolle in den deutschen Kinos an.

## Werke
- Heute bin ich blond. Das Mädchen mit den neun Perücken. (Original: Meisje met negen pruiken). Droemer Knaur, München 2008, ISBN 978-3-426-27443-9.
- Een blauwe vlinder zegt gedag. Uitgeverij Prometheus, Amsterdam 2008.
  - Übersetzung Barbara Heller: Morgen bin ich wieder da. Die Suche nach meinem zweiten Leben. (Original: Een blauwe vlinder zegt gedag.) Droemer Knaur, München 2009, ISBN 978-3-426-27501-6.
  - Übersetzung Barbara Heller: Alle Träume auf einmal. Das Jahr, in dem ich wieder leben lernte. Knaur Taschenverlag, München 2010; ISBN 978-3-426-78294-1.
- Orlando. Uitgeverij MatchBox 2010.
- Buiten spelen. Uitgeverij Ten Have, Utrecht 2011, ISBN 978-90-259-0017-5.
- En wat als dit liefde is. Uitgeverij Prometheus, Amsterdam 11. Februar 2011.
  - Übersetzung Barbara Heller: Was, wenn es Liebe ist. Droemer Knaur, München 2012, ISBN 978-3-426-22614-8.